# Gitava
Gitava is een geslacht van wantsen uit de familie van de Tingidae (Netwantsen). Het geslacht werd voor het eerst wetenschappelijk beschreven door Carl John Drake in 1948.

## Soorten
Het genus bevat de volgende soorten:

- Gitava basilewskyi Schouteden, 1953
- Gitava benoiti Schouteden, 1953
- Gitava delagoana (Drake, 1954)
- Gitava dispar Schouteden, 1957
- Gitava dissimilis Duarte Rodrigues, 1986
- Gitava distincta Duarte Rodrigues, 1986
- Gitava eremita Linnavuori, 1977
- Gitava fusca Schouteden, 1957
- Gitava galla Linnavuori, 1977
- Gitava madagascariensis Schouteden, 1957
- Gitava nigerrima (Schouteden, 1923)
- Gitava petila Drake, 1954
- Gitava procera Drake, 1958
- Gitava sierrana (Drake, 1954)
- Gitava ugandana (Drake, 1942)